# Per Sune Wallin
Per Sune Wallin, född den 1 augusti 1920 i Visby, död den 4 juli 1999 i Karlstad, var en svensk militär.
Wallin blev fänrik vid Gotlands infanteriregemente 1943 och löjtnant där 1945. Han befordrades till kapten i generalstabskåren 1959, till major där 1961 och till överstelöjtnant där 1964. Wallin var chef för svenska FN-bataljonen på Cypern 1967–1968 och fick transport som överstelöjtnant till Västerbottens regemente 1968. Han blev överste och chef för Värmlands regemente 1969 och var överste av första graden och chef för regementet och Värmlands försvarsområde 1973–1980.  Wallin blev riddare av Svärdsorden 1962 och kommendör av samma orden 1973. Han vilar på Ruds kyrkogård i Karlstad.